# Super Pro Football
Super Pro Football est un jeu vidéo de football américain développé par Realtime  Associates et publié par INTV, sorti en 1986 sur la console Intellivision. Il s'agit d'une version améliorée de NFL Football apportant plusieurs nouveautés au niveau du graphisme et du gameplay, notamment un mode solo.

## Développement
En 1986, le président d'INTV Corporation, Terry Valeski, demande à David Warhol, qui vient d'aider à l'adaptation de trois anciens projets de Mattel Electronics (Thunder Castle, World Championship Baseball et Thin Ice), s'il est intéressé par la programmation d'un nouveau jeu, remettant au goût du jour le vieillissant NFL Football .
Dès 1981, Mattel avait songé à développer une version améliorée de son jeu de football américain, compatible avec le module Entertainment Computer System et Mark Buchignani avait commencé à travailler sur ce Super NFL Football. Mais le projet avait été abandonné en même temps que les autres titres ECS en développement.
Pour David Warhol, le challenge est de taille : pour les trois précédents titres, il existait des prototypes, sous forme d'EPROM, à finaliser. Mais ici, il s'agit de reprendre entièrement la programmation à partir du code source, disponible uniquement sur disquettes 8 pouces à un format non-standard. Or, Mattel Electronics a fermé ses portes depuis près de deux ans, son matériel a été vendu aux enchères depuis longtemps, et l'ancienne équipe de programmeurs, les fameux Blue Sky Rangers, est éparpillée. Il relève le défi. Avec Keith Robinson, il réussit à récupérer le contrôleur d'un ancien lecteur 8 pouces pour transférer les codes sources archivés de Mattel, fabrique une carte interface personnalisée permettant de lier un IBM PC à l'Intellivision, et développe des outils pour la programmation sur PC. Il embauche ensuite quelques anciens de Mattel : les programmeurs Ray Kaestner et John Tomlinson, et la graphiste Connie Goldman.
Pour jouer sur l'égo de Valeski, lui et son vice-président Dan Stout sont intégrés sur l'écran des statistiques, sous la forme d'un duo de commentateurs sportifs,. Cela semble fonctionner : quelques mois plus tard, Valesky, satisfait du résultat, valide Super Pro Football et signe avec Realtime Associates pour de futurs titres, créant au passage la gamme Super Pro de jeux sportifs pour l'Intellivision.
La première version commercialisée comporte un bogue rendant le quarterback occasionnellement invisible sur l'Intellivision II. Une version corrective est sortie par la suite.

## Héritage
Super Pro Football est présent, émulé, dans la compilation Intellivision Lives! (en) sortie sur diverses plateformes.
Super Pro Football fait partie des jeux intégrés dans la console Intellivision Flashback, sortie en 2014.